# Haus Sachsen-Weimar

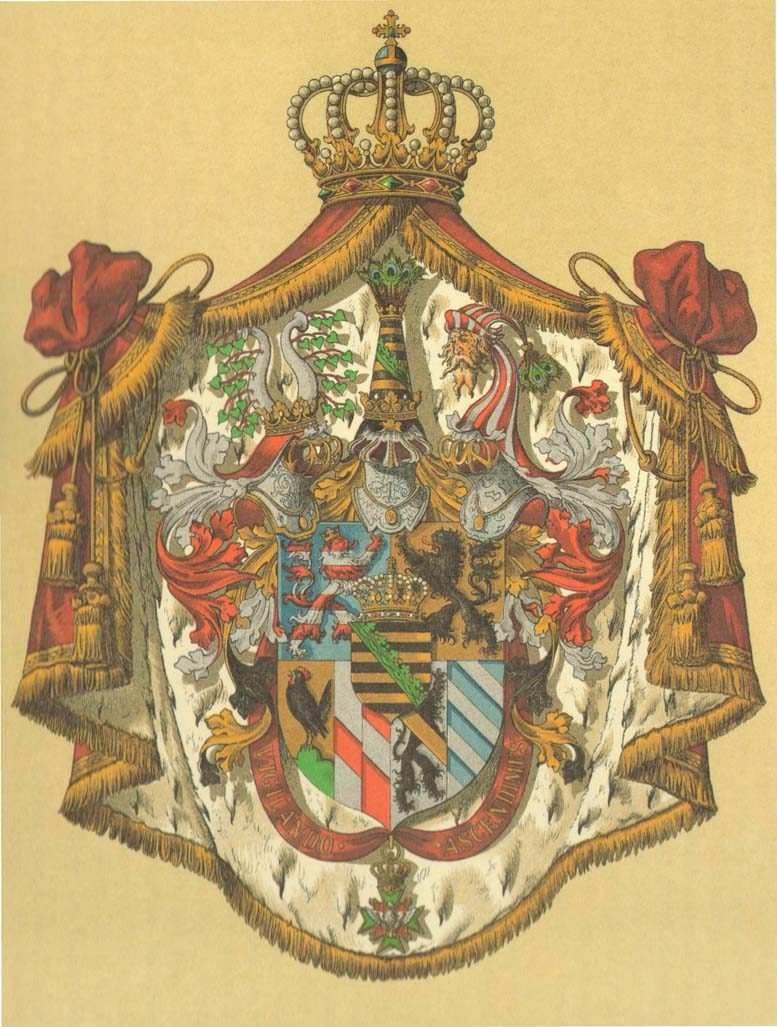
Wappen des Großherzogtums Sachsen-Weimar-Eisenach

Die Anfänge des Hauses Sachsen-Weimar

Das Haus Sachsen-Weimar bis zur Vereinigung mit Sachsen-Eisenach

Das Haus Sachsen-Weimar-Eisenach bis zum Ende der Monarchie

Das Haus Sachsen-Weimar (ab 1741 Sachsen-Weimar und Eisenach und ab 1815 Sachsen-Weimar-Eisenach) ist ein deutsches Fürstenhaus, welches das Herzogtum Sachsen-Weimar und Eisenach bzw. das Großherzogtum Sachsen-Weimar-Eisenach regierte. Es handelt sich um den ältesten Zweig der Ernestiner, die wiederum den älteren Zweig des Hauses Wettin bilden.

## Geschichte
Erster Herzog des Hauses Sachsen-Weimar war Johann Wilhelm, der zweite Sohn von Johann Friedrich I., dem Großmütigen, der bis 1547 Kurfürst von Sachsen war, dann aber nach seiner Niederlage im Schmalkaldischen Krieg die Kurwürde an seine Albertinischen Verwandten verlor. Johann Wilhelm musste 1572 einer Landesteilung (Erfurter Teilung) zustimmen, mit der der Besitz seines Hauses auf das Herzogtum Sachsen-Weimar beschränkt wurde. Die Familie regierte  Sachsen-Weimar, bzw. ab 1741 Sachsen-Weimar-Eisenach als Herzöge bzw. ab 1815 als Großherzöge, bis sie in der Novemberrevolution von 1918 wie alle deutschen Dynastien ihren Thron verloren. Offizielle Residenzen waren das Weimarer Stadtschloss und das Eisenacher Stadtschloss, zu den Nebensitzen zählten das Belvedere (Weimar), Schloss und Park Ettersburg, Schloss Tiefurt, die Dornburger Schlösser und Schloss Wilhelmsthal. Weitere Kammergüter waren der Nutzung durch den Landesherren zugeordnet.
Mit der Eheschließung des späteren Großherzogs Carl Alexander mit Prinzessin Sophie von Oranien-Nassau am 8. Oktober 1842 in Den Haag stellte das Haus Sachsen-Weimar den niederländischen Thronfolger für den Fall des Aussterbens des Hauses Oranien-Nassau, da Großherzogin Sophie eine Prinzessin der Niederlande war. Bis zur Änderung der niederländischen Verfassung 1921 im Nachklang des Ersten Weltkrieges hatte diese Regelung Bestand.
Zum Privatbesitz des Hauses gehörten bis 1945 die Wartburg und das niederschlesische Kloster Heinrichau.
Die Familie existiert heute noch, ihr derzeitiges Oberhaupt ist Michael-Benedikt von Sachsen-Weimar-Eisenach, ein Enkelsohn des letzten regierenden Großherzogs.

## Stammliste
Sämtliche Mitglieder des Hauses stammen in direkter Linie von Herzog Johann Wilhelm ab. Er begründete das Haus, ab der Erfurter Teilung 1572 existierte immer mindestens eine weitere ernestinische Linie. Das Haus Sachsen-Weimar war bis zum Aussterben der Herzöge von Sachsen-Coburg-Eisenach 1638 und erneut bis zum Erlöschen der Älteren Linie Sachsen-Altenburg 1672 die jeweils jüngere ernestinische Linie, seither ist es die älteste. Aus ihm gingen das 1690 erloschene Haus Sachsen-Jena, das 1731 erloschene Jüngere Haus Sachsen-Eisenach sowie das Haus Sachsen-Gotha-Altenburg hervor, das sich noch Ende des 17. Jahrhunderts in zahlreiche weitere Linien aufspaltete.

## Herzöge von Sachsen-Weimar
| Name                         | Lebensdaten | Regierungsdaten  | verheiratet mit | Bemerkungen                                                                                               |
| ---------------------------- | ----------- | ---------------- | --- | --- |
| Johann Wilhelm I.            | 1530–1573   | 1572–1573        | Dorothea Susanne, geb. Pfalzgräfin bei Rhein | ab 1554 Herzog von Sachsen                                                                                |
| Friedrich Wilhelm I.         | 1562–1602   | 1573–1602        | in erster Ehe mit Sophia von Württemberg in zweiter Ehe mit Anna Maria Pfalzgräfin von Neuburg                                                  | bis 1586 unter Vormundschaft                                                                              |
| Johann                       | 1570–1605   | 1602–1605        | Dorothea Maria von Anhalt | |
| Johann Ernst I., der Jüngere | 1594–1626   | 1605–1620(1626)  | | bis 1615 unter Vormundschaft übt die Herrschaft seit 1620 nicht mehr aus                                  |
| Wilhelm IV.                  | 1598–1662   | (1620) 1626–1662 | Eleonore Dorothea von Anhalt-Dessau | bereits seit 1620 als Regent                                                                              |
| Johann Ernst II.             | 1627–1683   | 1662–1683        | Christina Elisabeth, geb. Herzogin von Schleswig-Holstein-Sonderburg                                                                            | |
| Johann Ernst III.            | 1664–1707   | 1683–1707        | in erster Ehe mit Sophia Augusta von Anhalt-Zerbst in zweiter Ehe mit Dorothea Sophia, Landgräfin von Hessen-Homburg                            | zusammen mit seinem Bruder Wilhelm Ernst                                                                  |
| Wilhelm Ernst                | 1662–1728   | 1683–1728        | Charlotte Marie von Sachsen-Jena | bis 1707 zusammen mit seinem Bruder Johann Ernst III 1707–1728 zusammen mit seinem Neffen Ernst August I. |
| Ernst August I.              | 1688–1748   | 1707–1741 (1748) | in erster Ehe mit Eleonore Wilhelmina, Prinzessin von Anhalt-Köthen in zweiter Ehe mit Charlotte Albertina, Markgräfin von Brandenburg-Bayreuth | bis 1728 zusammen mit seinem Onkel Wilhelm Ernst ab 1741 auch Herzog von Sachsen-Eisenach                 |

## Herzöge von Sachsen-Weimar und Eisenach
Quelle: 
| Name                        | Lebensdaten | Regierungsdaten  | verheiratet mit                           | Bemerkungen                                                               |
| --------------------------- | ----------- | ---------------- | ----------------------------------------- | ------------------------------------------------------------------------- |
| Ernst August I.             | 1688–1748   | (1707) 1741–1748 | siehe oben                                | vor 1741 Herzog von Sachsen-Weimar                                        |
| Ernst August II. Konstantin | 1737–1758   | 1748–1758        | Anna Amalia von Braunschweig-Wolfenbüttel | bis 1755 unter Vormundschaft                                              |
| Carl August                 | 1757–1828   | 1757–1815 (1828) | Luise von Hessen-Darmstadt                | bis 1775 unter Vormundschaft seiner Mutter Anna Amalia ab 1815 Großherzog |

## Großherzöge von Sachsen-Weimar-Eisenach
| Name           | Lebensdaten | Regierungsdaten  | verheiratet mit                                                                             | Bemerkungen                             |
| -------------- | ----------- | ---------------- | ------------------------------------------------------------------------------------------- | --------------------------------------- |
| Carl August    | 1757–1828   | (1757) 1815–1828 | siehe oben                                                                                  | bis 1815 Herzog                         |
| Carl Friedrich | 1783–1853   | 1828–1853        | Maria Pawlowna von Romanow-Holstein-Gottorp, Großfürstin von Russland                       |                                         |
| Carl Alexander | 1818–1901   | 1853–1901        | Sophie von Oranien-Nassau                                                                   |                                         |
| Wilhelm Ernst  | 1876–1923   | 1901–1918        | in erster Ehe mit Caroline Prinzessin Reuß in zweiter Ehe mit Feodora von Sachsen-Meiningen | dankt 1918 ab, damit Ende der Monarchie |

## Chefs des Hauses Sachsen-Weimar-Eisenach seit 1918

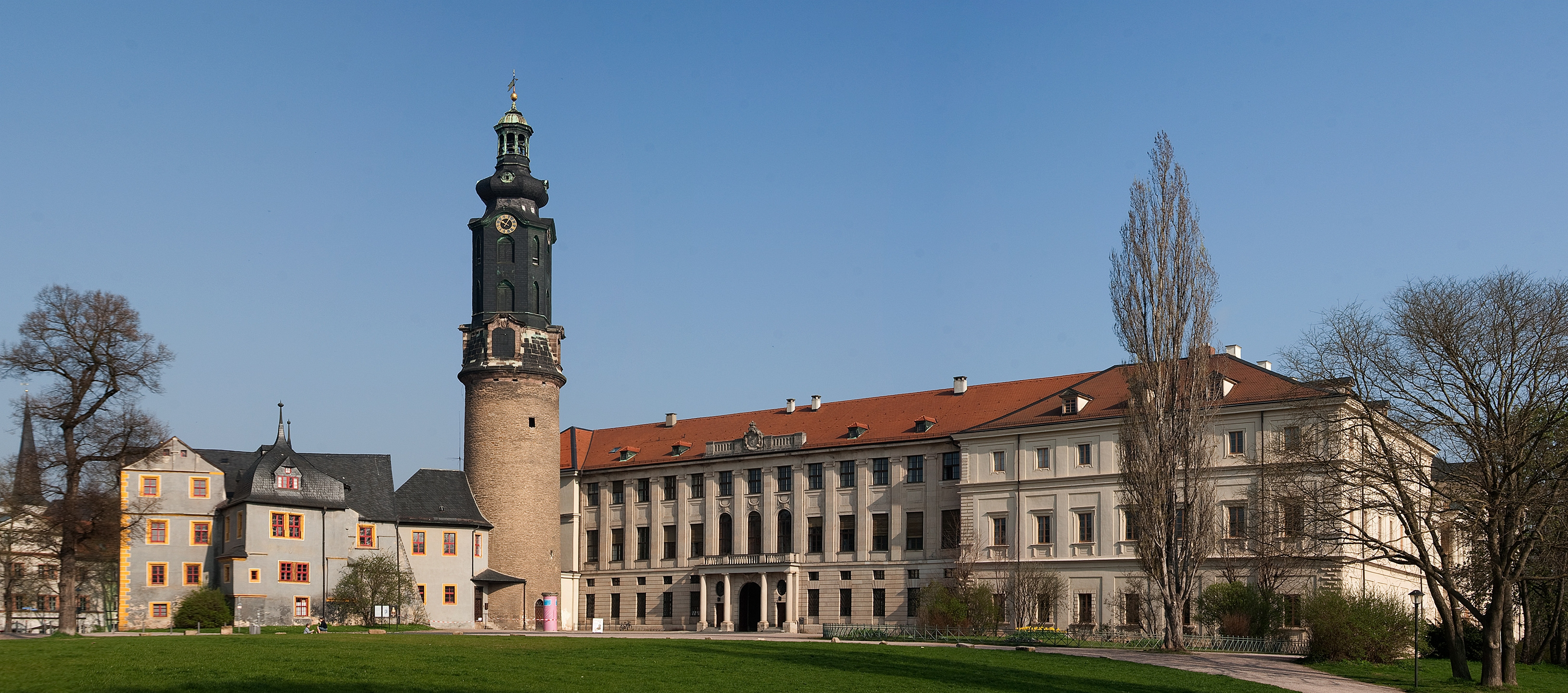
Weimarer Stadtschloss

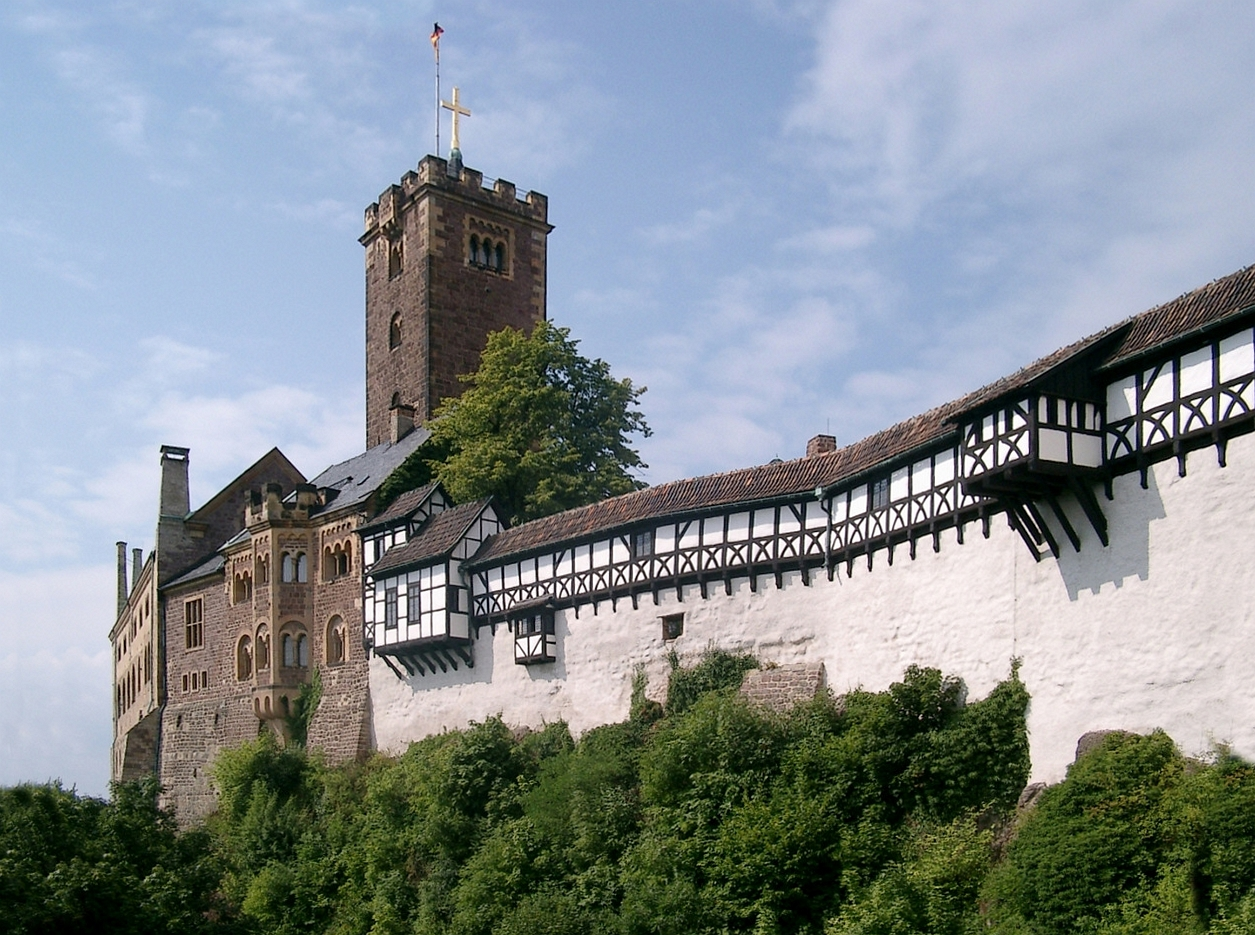
Die Wartburg bei Eisenach

| Name                                         | Lebensdaten | verheiratet mit                             | Bemerkungen                    |
| -------------------------------------------- | ----------- | ------------------------------------------- | ------------------------------ |
| Karl-August von Sachsen-Weimar-Eisenach      | 1912–1988   | Elisabeth Freiin von Wangenheim-Winterstein | bis 1918 letzter Erbgroßherzog |
| Michael-Benedikt von Sachsen-Weimar-Eisenach | * 1946      | 1. Renate Henkel 2. Dagmar Hennings         |                                |

## Weitere bekannte Mitglieder des Fürstenhauses
- Bernhard von Weimar (1604–1639), berühmter Heerführer während des Dreißigjährigen Krieges
- Augusta (1811–1890), Königin von Preußen und Deutsche Kaiserin